# 西尔克·默勒
西尔克·默勒（德語：Silke Möller，1964年6月20日—），旧姓格拉迪施（Gladisch），德国女子田径运动员。她曾代表东德参加1988年夏季奥林匹克运动会田径比赛，获得女子4×100米接力银牌。